# مارتن رايلي (لاعب كريكت)
مارتن رايلي (بالإنجليزية: Martin Riley)‏ (5 أبريل 1851 - 1 يونيو 1899) هو لاعب كريكت بريطاني (وحمل سابقاً جنسية المملكة المتحدة لبريطانيا العظمى وأيرلندا).